# Jamie Lynn Spears
Jamie Lynn Marie Spears (McComb (Mississippi), 4 april 1991) is een Amerikaanse actrice. Ze werd bekend door de Nickelodeon-series Zoey 101 en All That en als het jongere zusje van zangeres Britney Spears.

## Biografie
Jamie Lynn is het derde kind van Jamie en Lynne Spears. Ze heeft een oudere zus en broer. Ze woonde in haar geboorteplaats McComb bij haar vader en in Los Angeles met haar moeder. Spears ging naar school in de Parklane Academy, een privéschool in McComb. Hier was ze niet alleen student, maar ook cheerleader. In 2008 behaalde ze haar middelbareschooldiploma.

### Carrière
Spears was al van jongs af aan bezig geweest met muziek, dans en optreden. Ze was voor het eerst op televisie te zien in 2001 in het televisieprogramma Total Britney Live. Ze was daarna meerdere malen als zichzelf te zien in shows die over haar zus Britney gingen.
Ze speelde in 2002 in de film Crossroads; haar rol was een jongere versie van de hoofdpersoon Lucy Wagner, die gespeeld werd door haar zus. Daarnaast speelde ze van 2002 tot 2004 in de Nickelodeon-serie All That.
Spears speelde in de serie Zoey 101 de rol van Zoey Brooks. De show kwam in januari 2005 voor het eerst op de Amerikaanse televisie. Zoey is een van de eerste meisjes die op (de voormalige jongensschool) Pacific Coast Academy komt. Zoey 101 was in 2005 genomineerd voor een Emmy Award. In 2006 won Spears een Nickelodeon Kids' Choice Award voor beste vrouwelijke tv-ster en beste actrice.
In 2002 nam ze samen met de band Triple Image het liedje Hey Now (Girls Just Wanna Have Fun) op. Het nummer bereikte de eerste plaats van de Disney Channel Top 40 Countdown. Spears zong ook de soundtrack Follow Me van Zoey 101 in, waar ze tevens in acteerde.
Nadat Spears in 2008 een dochter had gekregen, verdween ze uit de schijnwerpers. Spears zong in 2013 het duet Chillin' With You in met haar oudere zus Britney voor diens album Britney Jean, dat eind november moest verschijnen.
In 2014 verscheen haar eerste album, bestaande uit 4 nummers, genaamd The Journey. Haar single How Could I Want More, kwam ook toen uit. In 2016 verscheen Sleepover.

### Privéleven
Spears had twee jaar een relatie met Casey Aldridge (Liberty, 1989) toen ze in december 2007 op 16-jarige leeftijd bekendmaakte in verwachting te zijn. Dit veroorzaakte veel rumoer in de Verenigde Staten vanwege de jonge leeftijd van de bijna-ouders en het (tot dan toe) smetteloze imago van haar als tienerster. Op 19 juni 2008 baarde de 17-jarige actrice een dochter. Spears en Aldridge zijn een jaar verloofd geweest en gingen in 2010 definitief uit elkaar.
In maart 2013 maakte ze bekend verloofd te zijn met haar vriend Jamie Watson. Spears en Watson trouwden op 14 maart 2014 in New Orleans. Op 11 april 2018 beviel zij van een tweede dochter.